# چارلز گیتس دویز
چارلز گیتس دویز (۲۷ اوت ۱۸۶۵ – ۲۳ آوریل ۱۹۵۱) بانک‌دار وسیاستمدار اهل آمریکا و سی‌امین معاون رئیس‌جمهور ایالات متحده آمریکا از سال ۱۹۲۵ تا ۱۹۲۹ میلادی بود. وی به دلیل فعالیت‌هایش بر روی برنامه دویز برای بازساری‌های جنگ جهانی اول، برنده جایزه صلح نوبل سال ۱۹۲۵ شد.